# Rudolf Klix

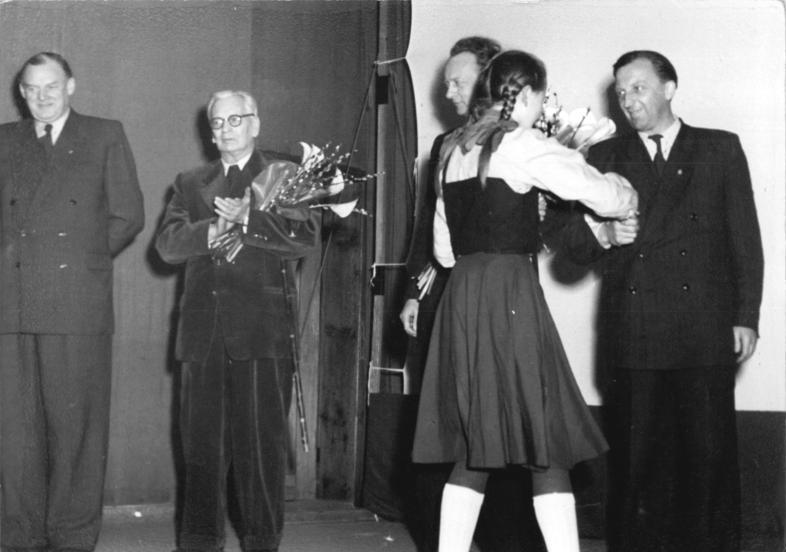
Rudolf Klix (mit Blumen) bei den „Filmfesttagen auf dem Lande Frühjahr 1954“ im Oderbruchkreis Seelow

Rudolf Klix (* 14. März 1881 in Berlin; † 8. April 1955 ebenda) war ein deutscher Schauspieler.

## Leben
Rudolf Klix war lange Jahre an verschiedenen Berliner Bühnen tätig. Zuletzt trat er im Deutschen Theater und dem Theater am Schiffbauerdamm auf.
Ab dem Jahr 1919 wirkte er auch in verschiedenen Filmproduktionen mit.
So spielte er unter anderem 1919 in dem Stummfilm Der Knabe in Blau von Friedrich Wilhelm Murnau mit Ernst Hofmann, Blandine Ebinger und Karl Platen und 1938 in den Spielfilmen Heimat von Carl Froelich mit Zarah Leander, Heinrich George und Paul Hörbiger und Die 4 Gesellen ebenso in der Regie von Carl Froelich mit der jungen Ingrid Bergman, Ursula Herking und Hans Söhnker. Klix stand 1944 in der Gottbegnadeten-Liste des Reichsministeriums für Volksaufklärung und Propaganda.
In der Nachkriegszeit war Klix 1954 in den Spielfilmen der DEFA Ernst Thälmann – Sohn seiner Klasse von Kurt Maetzig und Johannes Arpe mit Günther Simon, Hans-Peter Minetti und Werner Peters als Willbrandt und in Pole Poppenspäler von Artur Pohl mit Annemarie Hase und Leny Marenbach als Probst zu sehen. Den letzten Auftritt in einem Spielfilm hatte Rudolf Klix in Der Richter von Zalamea in der Regie von Martin Hellberg mit Albert Garbe, Rolf Ludwig und Ursula Braun.

## Filmografie (Auswahl)
- 1919: Marodeure der Revolution
- 1919: Freie Liebe
- 1919: Der Knabe in Blau
- 1920: Mascotte
- 1937: Die Kronzeugin
- 1937: Gewitterflug zu Claudia
- 1938: Der Fünfzigmarkschein
- 1938: Die 4 Gesellen
- 1938: Heimat
- 1944: Träumerei
- 1952: Schatten über den Inseln
- 1952: Geheimakten Solvay
- 1954: Ernst Thälmann – Sohn seiner Klasse
- 1954: Kein Hüsung
- 1954: Pole Poppenspäler
- 1956: Der Richter von Zalamea

## Theater
- 1948: August Jakobson: Die Brüder Kondor – Regie: Hans Stiebner (Theater am Schiffbauerdamm)
- 1949: Anatoli Sofronow: Der Moskauer Charakter (Werkmeister) – Regie: Hans Rodenberg (Haus der Kultur der Sowjetunion)
- 1954: Gerhart Hauptmann: Der Biberpelz (Krüger) – Regie: Werner Schulz Wittan (Maxim-Gorki-Theater Berlin)
- 1955: Alfred Matusche: Die Dorfstraße – Regie: Hannes Fischer (Deutsches Theater Berlin – Kammerspiele)
- 1955: Johann Wolfgang von Goethe: Faust. Der Tragödie erster Teil (Alter Bauer) – Regie: Wolfgang Langhoff (Deutsches Theater Berlin)